# Античность

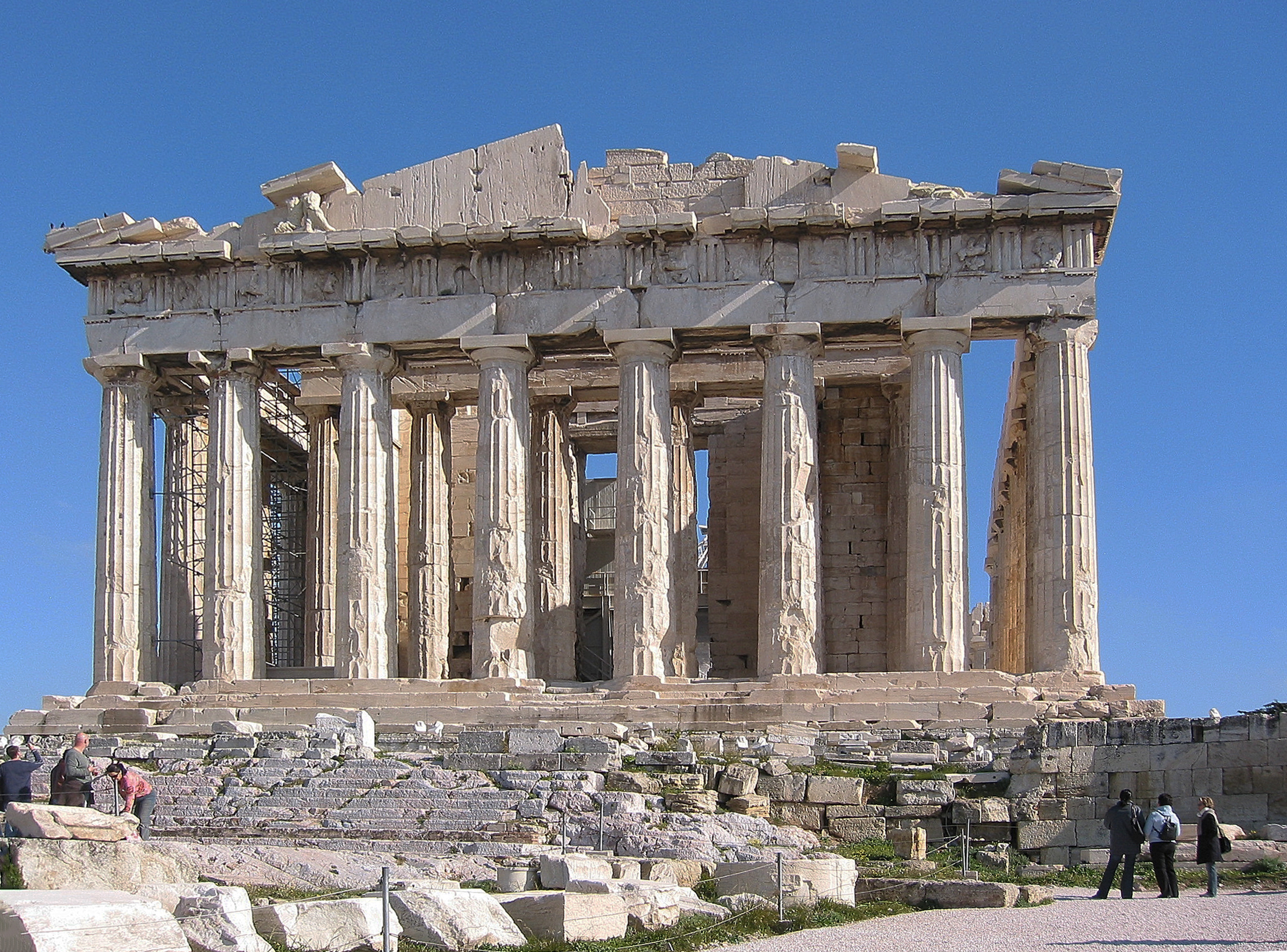
Парфенон — один из ярких символов античности, символизирующий древнегреческую культуру

Анти́чность (от лат. antiquitas «древность, старина») — термин, означающий греко-римскую древность — цивилизации Древней Греции и Древнего Рима. Этот термин был принят в начале XVIII века во французском языке (фр. antiquité) и обозначал «особый вид искусства», относящийся к ранним историческим периодам. Появление множества исследований, связанных с изучением истории искусств, привело к сужению понятия до рамок греко-римской древности. В дореволюционном употреблении в России использовался термин «классическая древность».
С 2010—2020-х в Российской Федерации слово «Античность» начали писать с заглавной буквы (аналогично со Средневековьем и Ренессансом), при этом в книгах, опубликованных прежде 2010-х годов, было общеупотребительным написание со строчной (аналогично с барокко, рококо и проч.).

## Общая периодизация
- Ранняя античность (VIII век до н. э. — IV век до н. э.) — расцвет греческих полисов, возникновение Римского государства,
- Классическая античность (IV век до н. э. — II век н. э.) — время распространения цивилизации Греции и Рима (от Александра Македонского до Марка Аврелия),
- Поздняя античность (II век — V век) — упадок и гибель Римской империи. От Марка Аврелия до падения Западной Римcкой империи (476). Распад Западной Римской империи ознаменовал собой начало новой эпохи — Средневековья.

Временные периоды могут несколько варьироваться в геополитическом контексте. Так, расцвет цивилизации в Древней Греции был отмечен раньше, чем в Римской империи. Кроме того, античная цивилизация в Восточной Римской империи зародилась раньше и угасла позже, чем в западной части, где её уклад разрушили вторгнувшиеся германцы. Тем не менее античное культурное наследие (в основном в позднеантичном виде) довольно хорошо сохранилось в быту, культуре, языке и традициях большинства современных романских народов, а от них передалось и другим народам Средиземноморья (южные славяне, арабы, турки, берберы, евреи).
Также необходимо отметить и то, что многие элементы классической античности (традиции, обычаи, законы и т. д.) хорошо сохранялись в малоазиатском ядре Восточной Римской империи до XI века (до пришествия турок-сельджуков).

## Периодизация античности и протоантичности
Историю Древней Греции принято делить на 5 периодов, которые являются одновременно и культурными эпохами:
- эгейский или крито-микенский (XXX—XII века до н. э.),
- гомеровский (греческие тёмные века) (XI—IX века до н. э.),
- архаический (VIII—VI века до н. э.),
- классический (V—IV века до н. э.),
- эллинистический (вторая половина IV — середина I века до н. э.).

### Крито-микенский период — предыстория античности
Крито-микенский (конец XXX—XX века до н. э.). Минойская и микенская цивилизации. Возникновение первых государственных образований. Развитие мореплавания. Установление торговых и дипломатических отношений с цивилизациями Древнего Востока. Возникновение оригинальной письменности. Для Крита и материковой Греции на этом этапе выделяются различные периоды развития, поскольку на острове Крит, где в то время проживало негреческое население, государственность сложилась раньше, чем в балканской Греции, подвергшейся в конце III тысячелетия до н. э. завоеванию греков-ахейцев. По сути, крито-микенский период — это предыстория античности.

#### Минойская цивилизация (Крит)

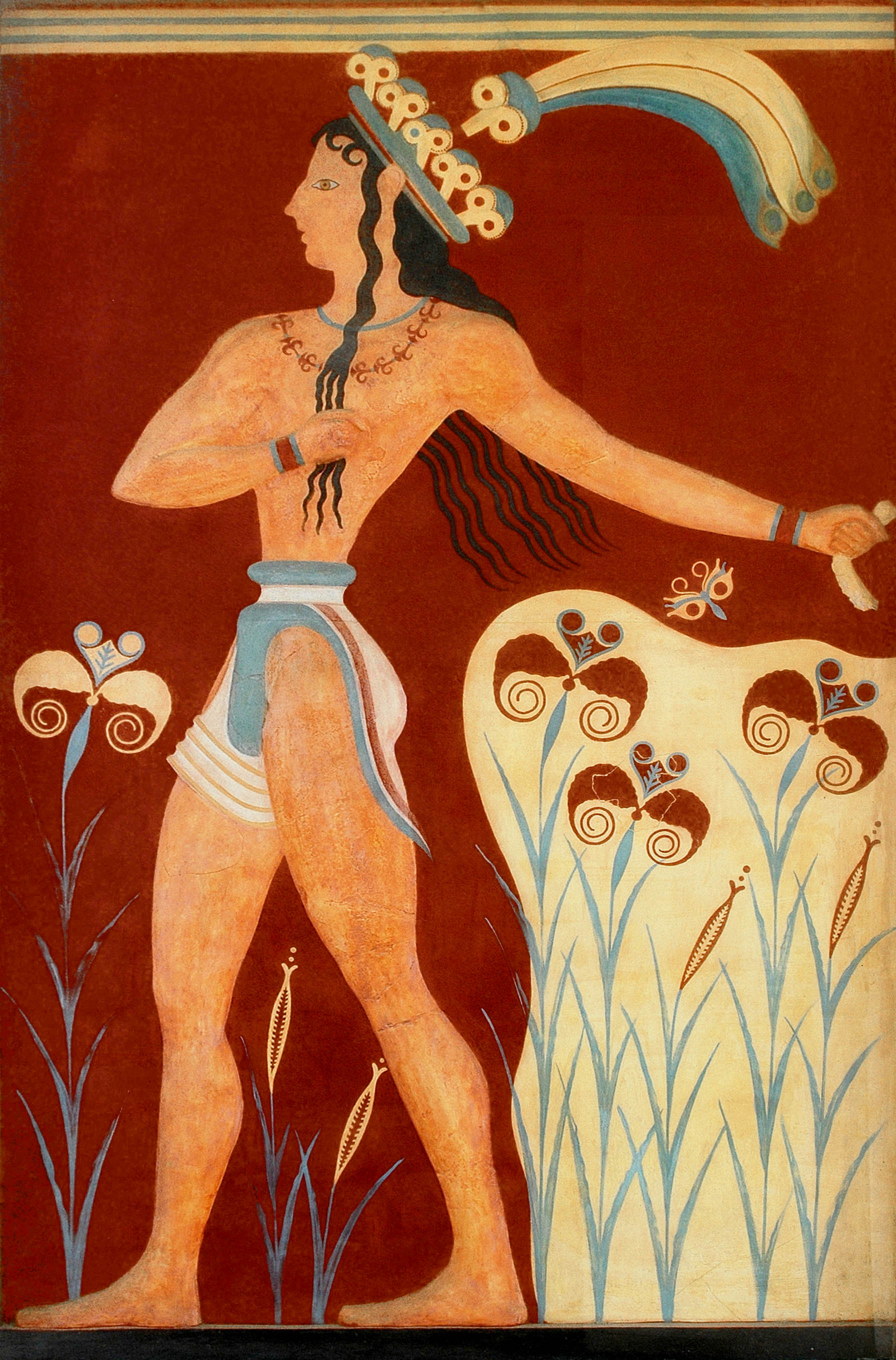
Царь-жрец, фреска в кносском дворце

1. Раннеминойский период (XXX—XXIII века до н. э.). Господство родовых отношений, начало освоения металлов, зачатки ремесла, развитие мореплавания, сравнительно высокий уровень аграрных отношений.
2. Среднеминойский период (XXII—XVIII века до н. э.). Известен также как период «старых», или «ранних», дворцов. Появление раннегосударственных образований в разных уголках острова. Строительство монументальных дворцовых комплексов в ряде регионов Крита. Ранние формы письменности.
3. Позднеминойский период (XVII—XII века до н. э.). Расцвет минойской цивилизации, объединение Крита, создание морской державы царя Миноса, широкий размах торговой деятельности Крита в бассейне Эгейского моря, расцвет монументального строительства («новые» дворцы в Кноссе, Маллии, Фесте). Активные контакты с древневосточными государствами. Природная катастрофа середины XV века до н. э. становится причиной упадка минойской цивилизации, что создало предпосылки для завоевания Крита ахейцами.

#### История открытия и названия
Открыта 16 марта 1900 года английским археологом Артуром Эвансом и названа в честь мифического царя Крита Миноса — владельца лабиринта, построенного, по легенде, Дедалом. По той же легенде, древние греки платили дань Миносу людьми, которых он скармливал чудовищу Минотавру — порождению его жены Пасифаи.
Характеристики
1. Минойская цивилизация представляла собой государство, управляемое царём.
2. Минойцы вели торговлю с Древним Египтом, вывозили медь с Кипра. Для архитектуры характерны переосмысленные египетские заимствования (например, использование колонн).
3. Армия минойцев была вооружена пращами и луками. Также характерным вооружением минойцев был двухсторонний топор лабрис.
4. Как и у других народов Старой Европы, у минойцев был распространён культ быка[англ.] (см. таврокатапсия).
5. Минойцы плавили бронзу, производили керамику и строили дворцовые комплексы с середины XX века до н. э. (Кносс, Фест, Маллия).
6. Как и другие доиндоевропейские религии Европы, миносская религия не чужда пережитков матриархата. В частности, почиталась Богиня со змеями (возможно, аналог Астарты).

Культурные связи
По свидетельству Гомера, помимо собственно минойцев (автохтонных критян, этеокритян) на Крите проживали пеласги (согласно Геродоту и другим, прибывшие из Малой Азии или Греции), а также кидоны (малочисленный народ, возможно, родственный минойцам — от них происходит название города Кидония). Позднее на остров проникли ахейцы (греки).
Генетическая принадлежность минойского (этеокритского) языка не установлена. Частичная дешифровка критского письма позволила выявить некоторые морфологические показатели. Не поддаётся расшифровке фестский диск.
Закат
Минойская цивилизация сильно пострадала в результате природной катастрофы XV века до н. э. — вулканического взрыва на острове Тира (Санторин), породившего катастрофическое цунами. Это извержение вулкана, возможно, послужило основой мифа об Атлантиде.
Ранее предполагалось, что извержение вулкана уничтожило минойскую цивилизацию, однако археологические раскопки на Крите показали, что минойская цивилизация существовала по крайней мере около 100 лет после извержения (обнаружен слой вулканического пепла под сооружениями минойской культуры).
После извержения власть на острове захватили ахейцы. Возникла микенская культура (Крит и материковая Греция), объединяющая в себе минойские и греческие элементы. В XII веке Микенская культура была уничтожена дорийцами, которые в итоге заселили и Крит. Вторжение дорийцев привело к резкому культурному упадку, вышло из употребления критское письмо.
Тем не менее этеокритский язык (язык автохтонных критян), по-видимому, ещё продолжал существовать — последние его памятники, записанные греческим алфавитом, относятся к III веку до н. э. (тысячелетие спустя после исчезновения минойской цивилизации).

#### Микенская цивилизация (Балканская Греция)
1. Раннеэлладский период (XXX—XXI вв. до н. э.). Господство в Балканской Греции родоплеменных отношений в среде догреческого населения. Появление первых крупных поселений и протодворцовых комплексов.
2. Среднеэлладский период (XX—XVII вв. до н. э.). Расселение на юге Балканского полуострова первых волн носителей греческого языка — ахейцев, сопровождавшееся некоторым снижением общего уровня социально-экономического развития Греции. Начало разложения родоплеменных отношений у ахейцев.
3. Позднеэлладский период (XVI—XII вв. до н. э.). Возникновение раннеклассового общества у ахейцев, формирование производящей экономики в сельском хозяйстве ряда государственных образований с центрами в Микенах, Тиринфе, Пилосе, Фивах и др., формирование оригинальной письменности, расцвет микенской культуры. Ахейцы подчиняют Крит и уничтожают минойскую цивилизацию. В XII веке до н. э. в Грецию вторгается новая племенная группа — дорийцы. Гибель микенской государственности.

### Раннеэлладский период Греции
Является частью крито-микенского периода греческой истории.
В III—II тысячелетиях до н. э. в Балканской Греции обитали пеласги, лелеги и карийцы, вся страна, по словам Геродота, называлась Пеласгией. Поздние греческие историки считали эти народности варварами, хотя в действительности их культура находилась на более высоком уровне развития (об этом свидетельствуют археологические данные), чем культура греков-ахейцев, вторгшихся на территорию Греции на рубеже III—II тысячелетий до н. э.
Все поселения раннеэлладской эпохи можно разделить на два вида — это цитадели (например, в Лерне), в которых проживали представители родоплеменной знати, и плотно застроенные посёлки (например, Рафина и Зигуриес), заселённые в основном крестьянами-земледельцами. Все цитадели были окружены оборонительными сооружениями, которые присутствовали также в некоторых поселениях.
Помимо земледелия в раннеэлладский период возникает ремесло (гончарное, кузнечное), но численность ремесленников была мала, и продукция обеспечивала местный спрос, хотя не исключено, что она также выходила за пределы отдельной общины.
Разделение поселений на цитадели и посёлки может говорить о начале классообразования во второй половине III тысячелетия до н. э. Цивилизация этого периода уже опережала в своём развитии другие европейские культуры, однако дальнейшему прогрессивному росту помешало передвижение племён по территории Балканской Греции.

### Возникновение первых ахейских государств
С приходом первой волны ахейских племён можно говорить о формировании греческой народности в начале II тысячелетия до н. э. Археологические данные находок среднеэлладского периода (XX—XVII века) говорят о некотором упадке культуры этого периода по сравнению с культурой раннеэлладского периода. В погребениях этого времени отсутствовали изделия из металла, вместо них вновь появляются каменные орудия, инвентарь таких погребений очень скуден и однообразен, скорее всего, это можно объяснить отсутствием классового расслоения общества. Также исчезают монументальные сооружения, хотя нельзя не отметить появление некоторых новшеств, таких как гончарный круг и боевая колесница.
Все поселения среднеэлладского периода располагались, как правило, на возвышенных участках и были укреплены, примером такого поселения является городище Мальти-Дорион в Мессении. В центре этого городища располагался дворец, к нему примыкали мастерские ремесленников, остальную часть составляли дома простых людей и складские помещения.
К концу среднеэлладского периода стал ощущаться культурный подъём в развитии цивилизации материковой Греции, возникают первые государственные образования, происходит процесс классообразования, проявляющийся в выделении прослойки знати, наблюдается значительный рост населения, связанный с успехами сельского хозяйства. Выросло количество, как мелких населённых пунктов, так и крупных городов. Период в истории Греции между XVI и XI веками до н. э. принято называть микенской эпохой, по названию крупнейшего политического и экономического центра континентальной Греции — Микен, расположенного в Арголиде.
Вопросы об этническом происхождении носителей микенской цивилизации долгое время оставались одними из сложнейших, только после расшифровки учёными линейного письма утвердилось мнение, что это были ахейцы. Ахейцы, переселившиеся на Крит и острова Малой Азии около XVI века до н. э., по-видимому, происходили от северных, фессалийских ахейцев.
Первые города-государства, образованные в XVII—XVI веках до н. э. — Микены, Тиринф, Пилос — имели тесные культурные и торговые связи с Критом, микенская культура многое заимствовала от минойской цивилизации, влияние которой ощущается в культовых обрядах, светской жизни, художественных памятниках; несомненно, от критян было воспринято искусство постройки судов. Но микенской культуре были присущи только ей свойственные традиции, уходящие корнями в глубокую древность (по мнению А. Эванса, микенская культура есть только ответвление критской и лишена какой-либо индивидуальности), свой путь развития. Несколько слов можно сказать о развитии микенской торговли и внешних отношений с другими государствами. Так, ряд предметов, найденных в Египте и ранее считавшихся привезёнными с Крита, теперь определяется как изделия микенских ремесленников. Существует гипотеза, согласно которой микенцы помогли фараону Яхмосу (XVI в. до н. э.) в его борьбе с гиксосами, а во времена Эхнатона (XV в. до н. э.) в его новой столице Ахетатоне была распространена микенская керамика.
В XV—XIII веках до н. э. ахейцы завоевали Крит и Киклады, колонизировали многие острова в Эгейском море, основали ряд поселений в глубине территории Греции, на месте которых позднее взросли знаменитые античные города-государства — Коринф, Афины, Дельфы, Фивы. Этот период считается временем расцвета микенской цивилизации.
Ахейцы поддерживают не только старые критские торговые связи, но и прокладывают новые морские маршруты на Кавказ, Сицилию, в Северную Африку.
Основными центрами, как и на Крите, были дворцы, однако важным отличием их от критских является то, что они были укреплены и представляли собой цитадели. Поражают собой монументальные размеры цитаделей, стены которых построены из необработанных глыб, достигающих в некоторых случаях веса до 12 тонн. Самой выдающейся цитаделью, пожалуй, является Тиринфская, вся оборонительная система которой была продумана с особой тщательностью с целью предотвращения всех неожиданных пагубных ситуаций.

### Возвращение Гераклидов
Образованию городской общины в том виде, как она рисуется в Илиаде и Одиссее, с разнородным населением на определённой территории, со всеми особенностями государственного устройства, содействовало передвижение эллинских племён, известное под именем возвращения Гераклидов или переселения дорийцев в Пелопоннес. Происходившее при этом смешение племён и объединение завоевателей и завоёванных в общей политической организации, жажда успеха и благоустройства на новых местах должны были ускорять переход от родового строя к территориальному, государственному. Следовавшее за передвижением дорийцев основание колоний в Малой Азии и на островах действовало в том же направлении ещё сильнее: новые интересы и новые отношения вызывали к жизни новые формы общественного устройства.
Передвижение эллинов, в котором главная роль принадлежала дорийцам, приурочивается к XII веку (с 1104 года); началось оно вторжением эпирского народа фессалийцев через Пинд в ту страну, которая в историческое время именовалась Фессалией. Эолийские туземцы были частью покорены, частью бежали на юг и дали своему местожительству название Беотии. Жившие у подножия Олимпа дорийцы двинулись сначала в ту область, которая впоследствии называлась Доридой, а оттуда часть их, вместе с этолийцами, через Коринфский залив переправлялась в Пелопоннес, до того времени занятый ахейцами и в северной части ионийцами.
Только после продолжительной борьбы с туземцами дорийцы мало-помалу утвердились в Мессении, Лаконике, Арголиде, куда они проникли со стороны Арголийского залива, и в Коринфе. Ахейцы вынуждены были или покориться пришельцам на положении неполноправных обывателей, или, утратив свои племенные особенности, слиться с победителями воедино, или, наконец, сняться с насиженных мест. С этого времени название Ахайи получила северная полоса полуострова, откуда ионийцы бегали к своим соплеменникам в Аттику: прибрежную область заняли спасавшиеся от дорян ахейцы. Другая часть ахейцев покинула Пелопоннес и поселилась на острове Лесбос.
С Коринфского перешейка дорийцы проникли в среднюю Грецию и здесь завладели Мегаридою. В Пелопоннесе удержались на своих землях, в политической независимости от дорийцев, жители Аркадии, а Элида досталась союзникам дорийцев, этолийцам. Ближайшими последствиями того же завоевания Пелопоннеса было и выселение ионийцев из Аттики и других областей на острова и малоазийское побережье, где возникло ионийское 12-градие (Милет, Ефес, Фокея, Колофон и др.), и основание дорийцами, вышедшими преимущественно из Арголиды, шести городов (Гексаполис) на карийском берегу и на прилегающих к нему островах.
С возвращением Гераклидов и основанием древнейших колоний, которые, в свою очередь, послужили метрополиями новых поселений, эллинская народность окончательно разместилась в Греции на постоянное жительство. Это событие составляет рубеж, за которым лежит царство легенд и мифов, а по другую сторону начинается историческое существование Греции как страны эллинов.

### Поэтические источники
Состояние эллинских обществ, ближайшее к историческому времени, обрисовано с замечательною яркостью и полнотою в так называемых гомеровских поэмах, Илиаде и Одиссее, к началу VIII века до н. э. существовавших приблизительно в нынешнем виде. Изображённое в них состояние общества содержит в себе все элементы дальнейшего развития Греции и составляет как бы исходный момент в образовании различных форм государственного устройства. Создание Илиады и Одиссеи относится к X—IX векам. Воспетые в поэмах события отделены от времени составления поэм передвижением племён и народов в материковой Греции, последствием чего было основание малоазийских и островных колоний. Распределить содержащиеся в поэмах исторический материал по эпохам и периодам нет возможности; главная доля его принадлежит временам самого автора. Индивидуальный тип эллина с его наиболее постоянными достоинствами и слабостями, верованиями и наклонностями установился уже в обществе времён Гомера.
Если судить по поэме, положительных законов в этом обществе ещё нет, поэтому уклонения от нормы отношений в ту или другую сторону здесь чаще и менее чувствительны; однако имеют большую силу исконные обычаи и установки, охраняемые самими богами, а также общественное мнение. Однако вывод об отсутствии законов может быть ошибочным: достаточно провести сравнение с современными фильмами или другими литературными произведениями, чтобы понять, что авторы часто показывают героев в обстановке, где фактически не действуют законы.
В обществе ещё действуют пережитки родового строя, особенно в семейных и частно-правовых отношениях, но городская община уже сложилась, управление ею распределено между единоличным вождём, советом старейшин и народом. Экономическая зависимость иных вождей от народа, сила публичного слова, наличие ораторов, примеры критики, направленной против вождей и тому подобного, свидетельствуют, что уже в эту пору народ в городских общинах не был бесправной массой или безответным орудием других органов власти. Если от народа требуется покорность вождю, то и для вождя обязательны забота о народе, справедливость в решении дел, храбрость на войне, мудрость советов и красноречие в мирное время.
Личные достоинства вождя — одно из необходимых условий почёта со стороны народа и самого повиновения его требованиям. Дальнейший успех общественности состоял в том, что взаимные отношения властей приобрели большую определённость: понятие общего блага в государстве получило перевес над всеми прочими интересами, личные достоинства и заслуги перед обществом были главным правом на влияние и значение в государстве.
Гомеровское общество далеко не однородно по своему составу: в нём различаются люди простые и знатные, кроме свободных есть рабы, в среде свободных наблюдаются различия по состоянию и роду занятий, взаимные отношения между господами и рабами носят на себе печать патриархальной простоты и близости, в отношениях мужчины и женщины замечается больше равноправия, чем это было в более позднее, историческое время. Поэмы Гесиода восполняют показания гомеровских песен об эллинском обществе в ту отдалённую пору.

### Полисный период
(XI—IV века до н. э.)
Этническая консолидация греческого мира. Становление, расцвет и кризис полисных структур с демократической и олигархической формами государственности. Высшие культурные и научные достижения древнегреческой цивилизации.
Гомеровский (предполисный) период, XI—IX века до н. э.
Этот период известен также как «греческие тёмные века». Окончательное разрушение остатков микенской (ахейской) цивилизации, возрождение и господство родоплеменных отношений, их трансформация в раннеклассовые. Формирование уникальных предполисных общественных структур.
Архаическая Греция (VIII—VI века до н. э.)
Первый период античности. Начинается параллельно с закатом бронзового века. Началом периода античности принято считать дату учреждения древних Олимпийских игр в 776 году до н. э.
Формирование полисных структур, великая греческая колонизация, раннегреческие тирании, этническая консолидация эллинского общества. Внедрение железа во все сферы производства. Экономический подъём. Создание основ товарного производства, распространение элементов частной собственности.
Классическая Греция (V—IV века до н. э.)

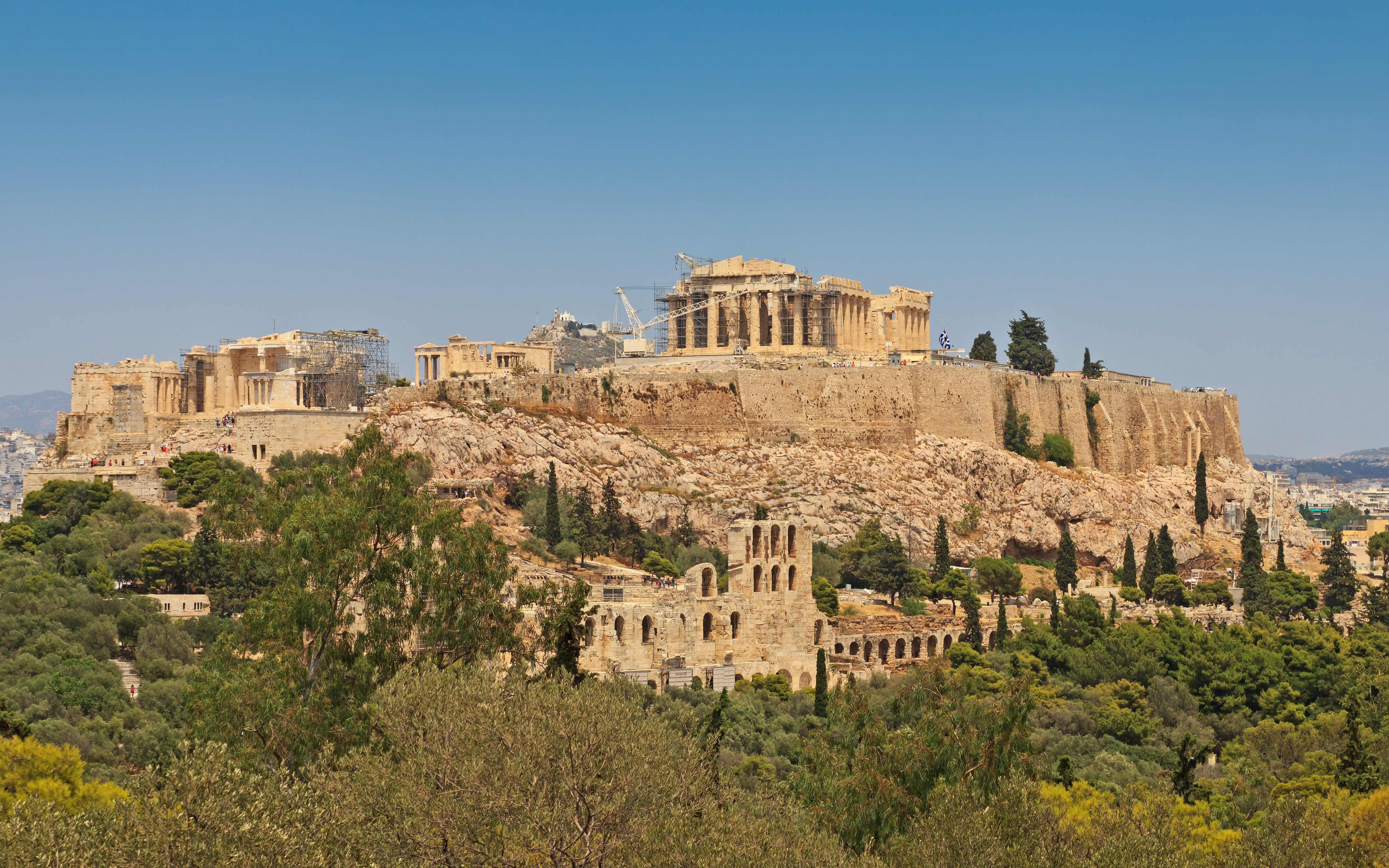
Афины. Вид на Акрополь.

V—IV века до н. э. — период высшего расцвета полисного устройства. В результате победы греков в Греко-персидских войнах (500—449 годы до н. э.) происходит возвышение Афин, создаётся Делосский союз (во главе с Афинами). Время высшего могущества Афин, наибольшей демократизации политической жизни и расцвета культуры приходится на время правления Перикла (443—429 годы до н. э.). Борьба между Афинами и Спартой за гегемонию в Греции и противоречия между Афинами и Коринфом, связанные с борьбой за торговые пути, привели к Пелопоннесской войне (431—404 годы до н. э.), которая завершилась поражением Афин.
Характерные проявления.
Расцвет экономики и культуры греческих полисов, отражение агрессии персидской мировой державы, подъём национального самосознания. Нарастание конфликта между торгово-ремесленными типами полисов с демократическими формами государственного устройства и отсталыми аграрными полисами с аристократическим устройством, Пелопоннесская война, подорвавшая экономический и политический потенциал Эллады. Начало кризиса полисной системы и потеря независимости в результате македонской агрессии.

### Эллинистический период
Эллинистический (IV—I века до н. э.). Кратковременное утверждение мировой державы Александра Македонского. Зарождение, расцвет и распад эллинистической греко-восточной государственности.
Походы греко-македонского войска Александра Македонского, краткий период существования его мировой державы и её распад на ряд эллинистических государств.
Высокий эллинизм совпал по времени с ожесточёнными Пуническими войнами, отвлекавшими внимание Рима от восточных областей Средиземноморья, и длился до завоевания римлянами Македонии в 168 году и разрушения ими Коринфа. В эти годы процветал Родос. Играло огромную роль богатое Пергамское царство при Аттале I (241—197 гг.) и Евмене II (197—152 годы), создавались величественные памятники птолемеевского Египта.
Первый эллинистический период характеризуется началом традиции обожествления царя. К завершению периода царский культ становится «визитной карточкой» эпохи эллинизма, его формы и ритуалы проникают практически на все уровни индивидуальной и общественной жизни, становясь важнейшей чертой сакральных практик той эпохи.

### Римская империя

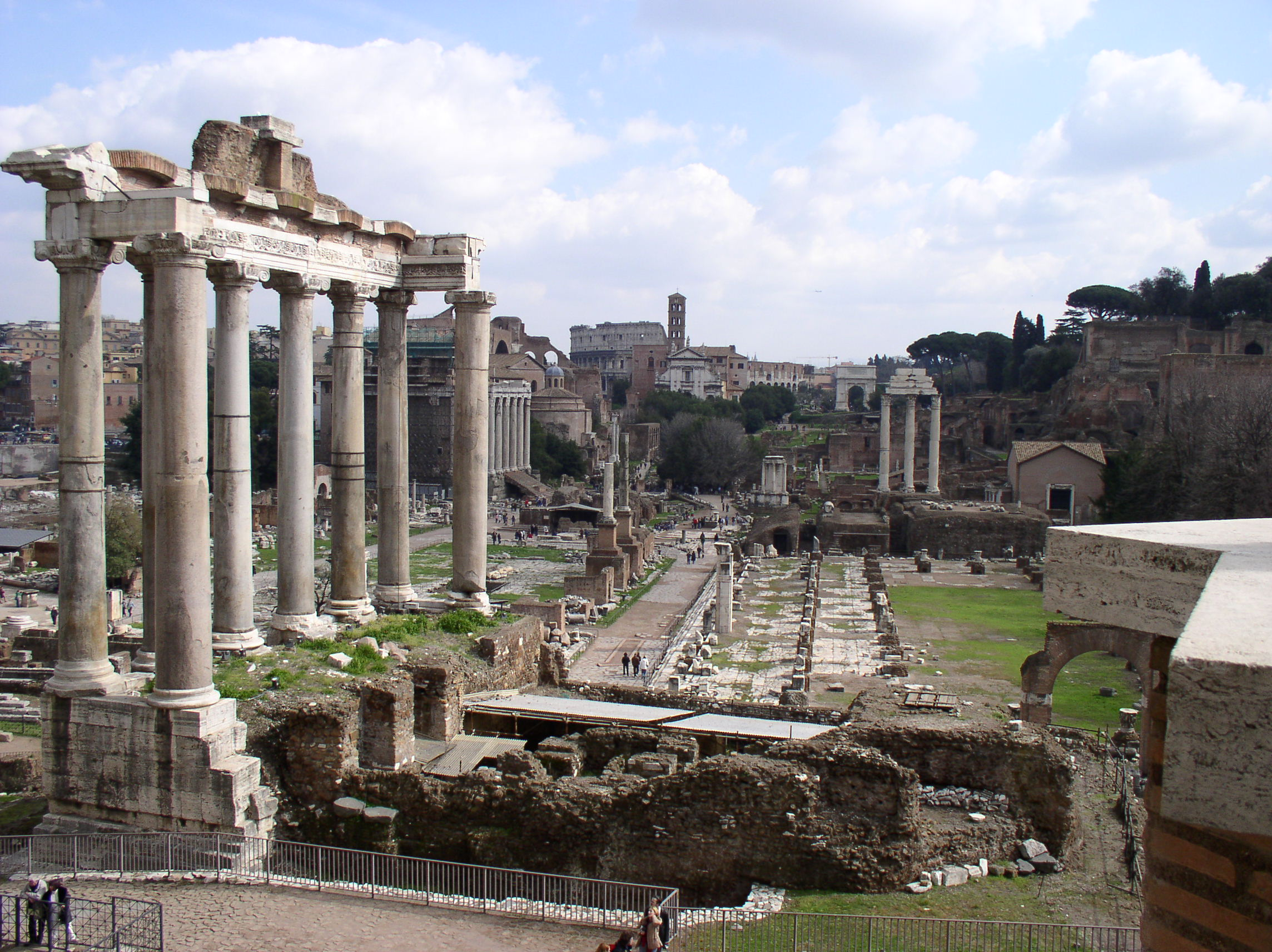
Римский форум в наши дни

Римская империя (27 год до н. э. — 476 год н. э.)

## Признаки поздней античности
- Острая политическая борьба, которая вылилась в образование сепаратистских государств: Галльская империя, Пальмирское царство. Возникновение солдатских императоров с их непродолжительным пребыванием у власти;
- Христианство, которое сначала уравнивается (Эдикт о веротерпимости 313 года н. э.) с остальными религиозными верованиями, а затем становится главной религией Римской империи (380 год). В 380 году император Феодосий издал эдикт «О католической вере», согласно которому христианство признавалось обязательным вероисповеданием в Римской империи.
- Варварский элемент в армии поздней империи. По известиям «Деяний» Аммиана Марцеллина можно утверждать о наличии 16 иноплеменных народов в составе императорского войска. К таковым относились: алеманны, арабы/сарацины, герулы, батавы, германцы, готы, скифы, иберы, персы, саксы и т. д. Причины этого кроются в снижении хозяйственной активности, дальнейшая натурализация хозяйства, депопуляция, сокращение доходов казны и др. в IV веке[12];
- На смену рабству приходит колонат. Появление колоната было связано с кризисом рабовладельческого хозяйства и экономической невыгодностью рабского труда. Колон стал основной формой эксплуатации земледельцев и являлся переходной формой к феодальной зависимости;
- Прекращение проведений различных состязаний, таких как Олимпийские игры (запрещены Феодосием I в 394 году) и гладиаторские бои (запрет императора Гонория в 400 году).

## Характеристика ранней средневековой культуры
- Упадок материальной и духовной культуры;
- Начало христианизации варварских правителей и постепенная христианизация населения;
- Сосредоточение варварского элемента в сельской местности и запустение городов как экономических и политических центров;
- В целом история культуры Средневековья представляет собой историю борьбы церкви и государства;
- В раннее Средневековье право в основном строится на обычаях. Здесь следует вспомнить знаменитый «Lex Salica», где судопроизводство над галло-римским населением основывалось на Кодексе Феодосия, а варварское население — на основании их собственных варварских правд.

## Историография вопроса о границах античности и Средневековья
Историография данного вопроса зародилась ещё в Средние века, но её правители не отличали античность от Средневековья. Например, у Оттона Фрейзенгентского (1111—1158 годы) отсутствует представление о начале Средневековья, нет разрыва между античной историей и Средневековьем. Изложение истории Римской империи ведётся непрерывно от её начала до Фридриха Барбароссы. Он лишь отмечает некоторые изменения в современной ему империи: «теперь господство империи ослаблено тем, что со времён „Константинова дара“ светская власть принадлежит папе».
В противоположность средневековой мысли гуманисты отделяют Средневековье от античности. Петрарка одним из первых выделил понятие «medium aevum» или Средние века как новый период, обособленный от античности. Таким образом гуманисты явились создателями трёхчленной периодизации на древнюю, среднюю и новую историю. Макиавелли отмечает, что Римская империя была разрушена варварами, что ознаменовало начало нового периода. Он отрицательно относится к христианству, говоря, что античная религия воспитывала в людях гражданские доблести, а христианство оказало расслабляющее действие на гражданские нравы, что и подорвало мощь империи. Христианство внесло в империю новые смуты и тем облегчило варварам завоевание империи.
Во время Реформации сподвижник Мартина Лютера Филипп Меланхтон возникновение папства и монашества связывает с упадком культуры, который наступил после разрушения Римской империи готами, вандалами и гуннами, в результате чего появились новые формы учения и утвердились многие суеверия. Себастьян Франк, посвятивший всю свою жизнь борьбе за народное дело, утверждал, что Римская империя пала, так как была тираническим государством и должна была пасть, как и все империи до неё. Разум уступил место невежеству, люди стали снова молиться видимым предметам, обожествлять папу и императора, строить церкви и монастыри. Франк указывал, что отличительной чертой «варварской эпохи» [скорее всего таковым выступает раннее Средневековье] является господство дворянства и крепостничество. Протестантский историк Целларий (Христофор Келлер) в «Истории Средних веков» начинает историю Средневековья с торжества христианства в Римской империи в эпоху Константина Великого.
Следует отметить и такую фигуру, как священник и доктор богословия Жан-Бенинь Боссюэ (1627—1704). Его периодизация имеет чисто библейский характер, связывая начало нового времени с правлением Константина Великого. Таким образом, история Средних веков в его периодизации отсутствует. Основная идея его периодизации заключается в том, что франки являются истинными преемниками Римской империи, а значит Французская монархия представляется самой древней и благородной во всем мире.
Деятели эпохи Просвещения: Вольтер, Шарль Монтескьё, Уильям Робертсон, в общем, склонны полагать, что причины упадка и падения Римской империи кроются в засильи солдатчины, грабежах правительства, тяжёлом налоговом бремени и привычке к покорности, которые подорвали дух воинственности и независимости, отличавший римлян. Привычка к роскоши и изнеженности нравов дополняют эту картину. Вторжение варваров лишь ускорило процесс падения. Начало средневековья определяется падением Рима в V веке н. э. Эдвард Гиббон (1737—1794), сочинение которого («История упадка и разрушения Римской империи») имело ошеломляющий успех и на которое ссылались многие европейские историки, главным образом обвиняет христианство во враждебности ко всякой культуре, но, кроме того, выделяет и другие причины падения, аналогичные с ранее названными деятелями Просвещения.
Жуль Мишле (1798—1874) выдвинул идею, по которой вся история — это борьба человечества с природой, свободы с необходимостью. Рим, по его мнению, рос с правильностью живого организма, ассимилируя в себя весь мир. Но Рим страдал неизлечимой болезнью — рабством, которое и стало причиной упадка Римской империи, которое разъедало римский организм и, наконец, убило его. Варвары, христиане и рабы выступили против этого ложного единства и разрушили его. На смену Римской империи пришло христианство и господство церкви, укрощающее грубую силу.
Со времён Гиббона в исторической и популярной литературе традиционно содержание периода поздней Античности трактуется исключительно с негативной точки зрения, как распад римской государственной системы и разложение империи.
Термин «поздняя Античность» вошёл в широкое употребление благодаря исследованиям выдающегося немецкого историка и социолога Макса Вебера, хотя другой не менее известный учёный, швейцарский культуролог Якоб Буркхардт употреблял похожий термин уже в 1853 году в книге «Век Константина Великого».
С начала 1970-х годов в Великобритании, с появлением монографии Питера Брауна «Мир поздней античности», поздняя античность стала пониматься как самостоятельная историческая эпоха (в широких хронологических рамках, с III по середину VII века; в узких IV—VI вв.). Питер Браун видит основой развития позднеантичного общества религиозный фактор. Именно становление и развитие христианской церкви, христианизация поздней Римской империи, становление догматики и появление различных направлений в христианстве, изменения в идеологии, системе образования и культуре в целом определяли лицо позднеантичного общества. Питер Браун показал читателям картину поздней античности как времени возможностей и кардинальных изменений, разнообразия и творчества, что нашло своё отражение в чрезвычайно богатой литературной традиции, произведениях искусства, строительстве и др. Римская империя представляется поликонфессиональным образованием, в котором наряду с христианством играли свою роль неоплатонизм, старые античные языческие культы и представления, а также различные религиозные практики.
Как правило, современные исследователи выстраивают свою периодизацию с опорой на годы правления императоров или на какие-либо эпохальные события. Такими ориентирами, определяющими начало поздней античности, являются чаще всего правления Диоклетиана, Константина и формальное разделение империи на две части в 395 году. Но все эти даты условны и приняты на вооружение лишь для удобства исследования.
Следует отметить и тот факт, что до недавнего времени такие крупнейшие издания, как первое издание Кембриджской истории античности (1923—1939), заканчивали своё повествование 324 годом — датой самостоятельного правления императора Константина. Однако новое издание той же Кембриджской истории заканчивается 600 годом.
В дальнейших работах таких исследователей, как Арнольд Хью, Мартин Джонс и Питер Браун, намечается сдвиг рамок периода поздней античности до 641 года у Джонса и 800 года у Брауна (коронация Карла Великого, «императора Запада»).
Очень часто конечной датой поздней античности считают события византийской истории, такие как смерть Юстиниана в 565 году, переворот Фоки в 602 г. или арабское вторжение в Византию в 630-х годах (в частности, в Передней Азии и странах Северной Африки именно арабские завоевания считаются окончанием древней истории этих стран).
Таким образом, как нижняя, так и верхняя границы поздней античности остаются весьма и весьма дискуссионным вопросом.

## География античности
Балканская Греция в древности занимала территорию около 88 тысяч км². На северо-западе граничила с Иллирией, на северо-востоке — с Македонией, на западе омывалась Ионическим, на юго-востоке — Миртойским, на востоке — Эгейским и Фракийским морями. Включала три региона — Северную Грецию, Центральную Грецию и Пелопоннес. Северная Греция горным хребтом Пинд делилась на западную (Эпир) и восточную (Фессалия) части. Центральная Греция отграничивалась от Северной горами Велухи и Эта и состояла из десяти областей (с запада на восток): Акарнания, Этолия, Локрида Озольская, Дорида, Фокида, Локрида Эпикнемидская, Локрида Опунтская, Беотия, Мегарида и Аттика. Пелопоннес соединялся с остальной Грецией узким (до 6 километров) Коринфским перешейком.
Центральной областью Пелопоннеса была Аркадия, которая граничила на западе с Элидой, на юге с Мессенией и Лаконией, на севере с Ахайей, на востоке с Арголидой, Флиасией и Сикионией; в крайнем северо-восточном углу полуострова располагалась Коринфия.
Островная Греция насчитывала несколько сотен островов, образовывавших четыре больших архипелага — Киклады на юго-западе Эгейского моря, Северные Спорады на севере Эгейского моря, Додеканес на юго-востоке Эгейского моря и Ионические острова у западного побережья Греции. Самые крупные из греческих островов — Крит к юго-востоку от Пелопоннеса и Эвбея, отделённая от Центральной Греции узким проливом Эврипом. Самые значительные из островов у западного побережья Греции — Керкира, Лефкас, Кефалиния и Закинф.
Балканская Греция — в основном гористая страна (её пронизывают с севера на юг два ответвления Динарских Альп) с чрезвычайно изрезанной береговой линией и многочисленными заливами (самые крупные — Амвракикос, Коринфский залив, Месиниакос, Лаконикос, Арголикос, Сароникос, Малиакос и Пагаситикос).

## Наследие античности

### Античность и современное общество
Античность оставила огромный след в современности.
Анализ средств массовой информации и предпочтений читателей показывает, что на рубеже XX—XXI веков общество находится на подъёме интереса к античному наследию. По всему миру ведутся интенсивные археологические поиски, и их результаты немедленно становятся предметом внимания средств массовой информации и общественного обсуждения.
В XIX веке сложилась теория «греческого чуда» — абсолютного совершенства искусства классической Греции, по сравнению с которыми искусство эллинизма и Рима было упадком и эпигонством. Развитие книгопечатания стимулировало изучение греческих и латинских авторов и знакомство с ними. Теорема Пифагора, геометрия Евклида, закон Архимеда стали основой обучения в школе. Труды античных географов, исходивших из шарообразности Земли и вычисливших её объём, сыграли немалую роль в Великих географических открытиях. Философские системы античных мыслителей вдохновляли философов Нового времени.
В XVIII веке, в преддверии Великой французской революции, философы-материалисты обращаются к Лукрецию. Его учение о возникновении мира из атомов, об эволюции природы и человеческого общества без божественного промысла, о естественном договоре, объединяющем людей для общей пользы, о законе, который не бог, а люди устанавливают для той же пользы и отменяют его, когда он этой пользе перестаёт удовлетворять, было созвучно передовым теориям того времени. И столь же созвучны были идеи народовластия, равенства, свободы, справедливости, хотя, став революционными лозунгами XVIII века, они понимались гораздо шире, чем в Античности.
Европейский театр и литература постоянно обращались к Античности, и всё более многообразными становились их связи с нею. Обрабатывались античные сюжеты: «Антоний и Клеопатра» и «Юлий Цезарь» у Уильяма Шекспира, «Андромаха», «Федра», «Британик» у Жана Расина, «Медея», «Гораций», «Смерть Помпея» у Пьера Корнеля. Воспроизводились целые пьесы. Например, «Комедия ошибок» Шекспира повторяла «Менехмов» Плавта, а «Скупой» Мольера — плавтовский «Ларчик». Слуги комедий Мольера, Лопе де Вега, Карло Гольдони похожи на ловких, умных рабов Плавта, помогавших господам устраивать свои любовные дела. Переводились античные романы и в подражание им писались новые.

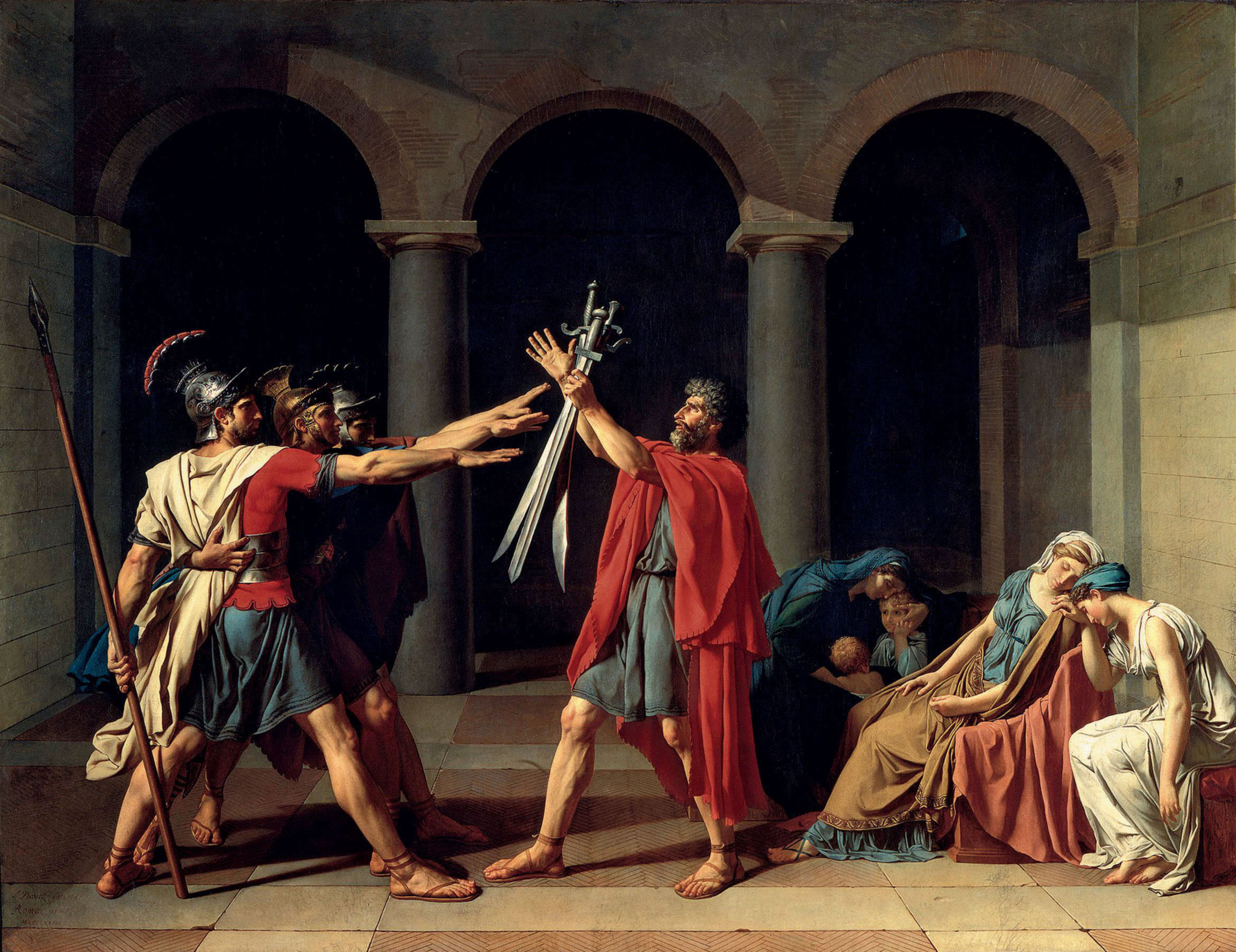
Жак-Луи Давид. «Клятва Горациев» (1784)

Множество античных образов и сюжетов — богов, богинь, героев, битв и празднеств — служило темами художникам и скульпторам, трактовавшим их в соответствии со вкусами своего времени. Активный участник Великой французской революции — художник Давид — в противоположность художникам, угождавшим вкусам изнеженной знати, писал античных героев, преисполненных патриотических и гражданских чувств: «Клятва Горациев», «Смерть Сократа», «Леонид при Фермопилах».
Римское право легло в основу романо-германской семьи правовых систем.

### Адаптация античной культуры в России
В Древней Руси первым источником античного влияния стала православная литература, пришедшая на Русь вместе с христианством из Византии и южных славянских земель. Античная мифология потеряла в Древней Руси культурное содержание и превратилась в понятие чисто религиозное, языческое, противоположное христианству. Упоминание античных реалий в древнерусской литературе сопровождалось безоговорочным осуждением «еллинской прелести». Выдернутые из контекста цитаты из античных философов представали подтверждением христианских идей, античные божества упоминались в качестве бесов в обличениях язычества, или же рассматривались как исторические личности. Сама античная история интересовала книжников в контексте священной истории и воспринималась сквозь призму церковного предания. Некоторые философские концепции античных авторов, к примеру Платона, представлялись православным писателям христианскими по своей сути и поэтому достойными сохранения. Они попадали в древнерусскую книжность (с указаниями авторства или анонимно).
Сведения об античном прошлом содержали и исторические сочинения: в XI—XII веках переведена «История Иудейской войны» Иосифа Флавия. Её знали и использовали в своих произведениях Иосиф Волоцкий, Иван Грозный, протопоп Аввакум. Уже в XI веке на Руси были известны отразившие историю древнего мира византийские хроники. Позднее русскому читателю стали доступны романы об Александре Македонском и произведения о Троянской войне.
В XVII столетии ситуация начала меняться, а начиная со времени правления Петра I государство целенаправленно распространяло знания об античной культуре. Античность стала органичной частью русской культуры. Без знакомства с ней невозможно понять многочисленные греческие и римские реминисценции у классиков русской литературы. В России ещё в XVIII веке переводили античных авторов, и уже Гаврила Романович Державин написал свой «Памятник» в подражание «Памятнику» Горация. Прекрасно знал римскую литературу Александр Сергеевич Пушкин. Его переводы по адекватности подлиннику не знают себе равных.
К античным сюжетам обращались Дмитрий Сергеевич Мережковский («Юлиан Отступник»), Леонид Андреев (пьесы «Похищение сабинянок» и «Конь в сенате»). По мнению зачинателя отечественного антиковедения Михаила Семёновича Куторги (1809—1889) «ни одно начало не произвело на русскую народность такого сильного влияния и не проникло так глубоко, как начало эллинское», почему он «указывал и постоянно выставлял необходимость изучения древней Греции, вернее говоря, эллинства, для знания нашей собственной русской народности». Академик Август Карлович Наук (1822—1892) считал, что «кроме новых греков, нет другого народа, более связанного своими историческими судьбами с древними эллинами, как народ русский».